# Zenódoto de Éfeso
Zenódoto o Zanodoto de Éfeso (Ζηνόδοτος ο Εφέσιος: ca. 330 a. C. - 260 a. C.) fue un gramático griego, crítico literario, y estudioso de Homero. Fue primer bibliotecario de la Biblioteca de Alejandría, aunque según otras versiones fue el sucesor de Demetrio de Falero. Alumno de Filetas de Cos; natural de Éfeso y maestro de Ptolomeo II y Aristófanes de Bizancio. Vivió durante los reinados de los primeros dos Ptolomeos, y alcanzó la cima de su reputación hacia 280 a. C. Se cree que su cargo como director de la Biblioteca de Alejandría lo ocupó entre los años 285 y 270 a. C.
Durante su trabajo en la Biblioteca de Alejandría se desempeñó como el primer editor crítico (διορθώτης diorthōtes) de Homero. Intentó mediante este trabajo restituir a su máxima pureza la obra homérica. Sus compañeros de tarea fueron Alejandro de Etolia y Licofrón de Calcis, a quienes estaban encomendados los escritores trágicos y cómicos, respectivamente, quedando para el propio Zenódoto, Homero y los poetas épicos.
El trabajo de Zenódoto constituye parte crucial para los inicios de la lexicografía ya que elaboró un vocabulario alfabetizado de términos homéricos que compilaban y explicaban la etimología de las palabras, además de ofrecer sinónimos para los vocablos.
Aunque se le ha reprochado su arbitrariedad y un conocimiento insuficiente del idioma griego, su trabajo constituyó una sólida base para la crítica futura. Entre los que no estuvieron de acuerdo con las ediciones zenodoteas están Aristarco de Samotracia y Timón de Fliunte.Tras cotejar los diferentes manuscritos de la biblioteca, desechó o marcó los versos dudosos, traspuso o alteró líneas e introdujo nuevas lecturas. Asimismo, añadió el sistema de obelós para indicar cuando a su juicio un verso era de dudosa procedencia. Es posible que fuera responsable de la división de los poemas homéricos en veinticuatro libros a los que se les asignó el nombre de cada una de las letras del alfabeto jónico. Además, cada uno de los libros (utilizó mayúsculas para la Ilíada y minúsculas para la Odisea), y posiblemente fuera el autor del cálculo de los días de la Ilíada en la Tabula Iliaca.
No parece que haya escrito ningún comentario sobre Homero, pero sus γλῶσσαι (glōssai, listas de palabras inusuales) homéricas probablemente fueron la fuente de explicaciones de Homero atribuidas por los gramáticos a Zenódoto. También dio lecciones sobre Hesíodo, Anacreonte y Píndaro. Ha sido llamado poeta épico por Suda, y se le han atribuido tres epigramas de la Antología Palatina. Por otra parte, Zenódoto fue el primero en editar la Teogonía de Hesíodo (sin embargo, no hay certeza de que editara otras obras suyas). Además, trabajó en la ordenación de textos dramáticos que poseía y entraba a la biblioteca para resolver dudas textuales que presentó a los copistas del escritorio. 
Parece que hubo otros dos gramáticos del mismo nombre:
1. Zenódoto de Alejandría, apodado ὁ ἐν ἄστει (ho en astei—"el de la ciudad", i.e. Alejandría)
2. Zenódoto de Malos, discípulo de Crates, quien como su maestro atacó a Aristarco de Samotracia.